# Liste der Kulturdenkmale in Diesdorf
In der Liste der Kulturdenkmale in Diesdorf sind alle  Kulturdenkmale der Gemeinde Diesdorf und ihrer Ortsteile aufgelistet. Grundlage ist das Denkmalverzeichnis des Landes Sachsen-Anhalt, das auf Basis des Denkmalschutzgesetzes des Landes Sachsen-Anhalt vom 21. Oktober 1991 durch das Landesamt für Denkmalpflege und Archäologie Sachsen-Anhalt erstellt und seither laufend ergänzt wurde (Stand: 31. Dezember 2024).

## Kulturdenkmale nach Ortsteilen

### Diesdorf
| Lage                                        | Bezeichnung    | Beschreibung             | Erfassungs- nummer | Ausweisungsart | Bild           |
| ------------------------------------------- | -------------- | ------------------------ | ------------------ | -------------- | -------------- |
| Kloster, Klostermauer (Karte)               | Einfriedung    | Kloster Diesdorf         | 094 05967          | Baudenkmal     | Weitere Bilder |
| Wittinger Straße Ecke Bergstraße (Karte)    | Kriegerdenkmal |                          | 094 25378          | Kleindenkmal   | Weitere Bilder |
| Am Markt 2 (Karte)                          | Schule         |                          | 094 12295          | Baudenkmal     | BW             |
| Am Markt 14 (Karte)                         | Wohnhaus       |                          | 094 25377          | Baudenkmal     | BW             |
| Am Markt 15 (Karte)                         | Apotheke       |                          | 094 25375          | Baudenkmal     | Apotheke       |
| Bauernstraße 2 (Karte)                      | Bauernhaus     |                          | 094 12297          | Baudenkmal     | BW             |
| Bauernstraße 5 (Karte)                      | Wohnhaus       |                          | 094 25380          | Baudenkmal     | BW             |
| Bauernstraße 6 (Karte)                      | Wohnhof        |                          | 094 25381          | Baudenkmal     | BW             |
| Bauernstraße 21 (Karte)                     | Wohnhaus       |                          | 094 25379          | Baudenkmal     | BW             |
| Kloster 3 (Karte)                           | Backhaus       | sog. Alte Darre          | 094 25376          | Baudenkmal     | Weitere Bilder |
| Kloster 2a (Karte)                          | Wirtschaftshof |                          | 094 05968          | Baudenkmal     | Wirtschaftshof |
| Klosterstraße (Karte)                       | Kirche         | Heilig Kreuz und Maria   | 094 05831          | Baudenkmal     | BW             |
| Molmkerstraße 23 Straße nach Molmke (Karte) | Museum         | Freilichtmuseum Diesdorf | 094 05793          | Baudenkmal     | Weitere Bilder |

### Abbendorf
| Lage                  | Bezeichnung    | Beschreibung | Erfassungs- nummer | Ausweisungsart | Bild |
| --------------------- | -------------- | ------------ | ------------------ | -------------- | ---- |
| Dorfstraße (Karte)    | Kriegerdenkmal |              | 094 25315          | Kleindenkmal   | BW   |
| Dorfstraße 11 (Karte) | Wohnhaus       |              | 094 25314          | Baudenkmal     | BW   |
| Dorfstraße 13 (Karte) | Wohnhaus       |              | 094 05837          | Baudenkmal     | BW   |

### Dankensen
| Lage                     | Bezeichnung | Beschreibung | Erfassungs- nummer | Ausweisungsart | Bild   |
| ------------------------ | ----------- | ------------ | ------------------ | -------------- | ------ |
| auf dem Friedhof (Karte) | Kirche      |              | 094 05838          | Baudenkmal     | Kirche |
| Dankensen 3 (Karte)      | Bauernhof   |              | 094 25317          | Baudenkmal     | BW     |

### Dülseberg
| Lage               | Bezeichnung    | Beschreibung | Erfassungs- nummer | Ausweisungsart | Bild   |
| ------------------ | -------------- | ------------ | ------------------ | -------------- | ------ |
| Dorfmitte (Karte)  | Kriegerdenkmal |              | 094 25320          | Kleindenkmal   | BW     |
| Dorfstraße (Karte) | Kirche         | Dorfkirche   | 094 05860          | Baudenkmal     | Kirche |

### Haselhorst
| Lage                  | Bezeichnung | Beschreibung | Erfassungs- nummer | Ausweisungsart | Bild |
| --------------------- | ----------- | ------------ | ------------------ | -------------- | ---- |
| Dorfstraße 24 (Karte) | Bauernhof   |              | 094 25316          | Baudenkmal     | BW   |

### Hohenböddenstedt
| Lage                                | Bezeichnung | Beschreibung  | Erfassungs- nummer | Ausweisungsart | Bild |
| ----------------------------------- | ----------- | ------------- | ------------------ | -------------- | ---- |
| Hohenböddenstedter Straße 8 (Karte) | Gaststätte  |               | 094 25449          | Baudenkmal     | BW   |
| Hohenböddenstedter Straße 8 (Karte) | Mühle       | Schinkenmühle | 094 14337          | Baudenkmal     | BW   |

### Hohengrieben
| Lage                              | Bezeichnung    | Beschreibung | Erfassungs- nummer | Ausweisungsart | Bild |
| --------------------------------- | -------------- | ------------ | ------------------ | -------------- | ---- |
| westliches Ende des Ortes (Karte) | Kriegerdenkmal |              | 094 90401          | Baudenkmal     | BW   |
| 7 (Karte)                         | Bauernhof      |              | 094 90400          | Baudenkmal     | BW   |
| Dorfstraße (Karte)                | Allee          |              | 094 90402          | Baudenkmal     | BW   |

### Mehmke
| Lage                   | Bezeichnung | Beschreibung | Erfassungs- nummer | Ausweisungsart | Bild   |
| ---------------------- | ----------- | ------------ | ------------------ | -------------- | ------ |
| Hauptstraße 6 (Karte)  | Bauernhof   |              | 094 90385          | Baudenkmal     | BW     |
| Hauptstraße 13 (Karte) | Molkerei    |              | 094 90384          | Baudenkmal     | BW     |
| Hauptstraße 23 (Karte) | Wohnhaus    |              | 094 90399          | Baudenkmal     | BW     |
| Hauptstraße 27 (Karte) | Kirche      | Dorfkirche   | 094 06057          | Baudenkmal     | Kirche |

### Molmke
| Lage             | Bezeichnung | Beschreibung | Erfassungs- nummer | Ausweisungsart | Bild  |
| ---------------- | ----------- | ------------ | ------------------ | -------------- | ----- |
| Molmke 9 (Karte) | Mühle       |              | 094 14339          | Baudenkmal     | Mühle |

### Peckensen
In Peckensen sind keine Kulturdenkmale gelistet.

### Schadeberg
| Lage                  | Bezeichnung | Beschreibung | Erfassungs- nummer | Ausweisungsart | Bild |
| --------------------- | ----------- | ------------ | ------------------ | -------------- | ---- |
| Schadeberg 25 (Karte) | Wohnhaus    |              | 094 25319          | Baudenkmal     | BW   |

### Schadewohl
| Lage              | Bezeichnung    | Beschreibung | Erfassungs- nummer | Ausweisungsart | Bild           |
| ----------------- | -------------- | ------------ | ------------------ | -------------- | -------------- |
| Dorfmitte (Karte) | Kriegerdenkmal |              | 094 25318          | Kleindenkmal   | Kriegerdenkmal |

### Waddekath
| Lage                          | Bezeichnung           | Beschreibung                                       | Erfassungs- nummer | Ausweisungsart | Bild   |
| ----------------------------- | --------------------- | -------------------------------------------------- | ------------------ | -------------- | ------ |
| westlicher Ortsrand Waddekath | Grenzsicherungsanlage | Grenzsicherungsanlage 2024 als Denkmal ausgewiesen | 094 15722          | Baudenkmal     |        |
| Dorfstraße (Karte)            | Kirche                | Kirche                                             | 094 05992          | Baudenkmal     | Kirche |
| Wittinger Landstraße (Karte)  | Meilenstein           |                                                    | 094 05992          | Kleindenkmal   | BW     |

### Wüllmersen
| Lage                  | Bezeichnung    | Beschreibung | Erfassungs- nummer | Ausweisungsart | Bild           |
| --------------------- | -------------- | ------------ | ------------------ | -------------- | -------------- |
| Dorfstraße (Karte)    | Kirche         |              | 094 05995          | Baudenkmal     | Kirche         |
| Dorfstraße (Karte)    | Kriegerdenkmal |              | 094 90386          | Baudenkmal     | Kriegerdenkmal |
| Dorfstraße 16 (Karte) | Bauernhaus     |              | 094 90390          | Baudenkmal     | BW             |

## Ehemalige Kulturdenkmale nach Ortsteilen

### Diesdorf
| Lage                          | Bezeichnung | Beschreibung                     | Erfassungs- nummer | Ausweisungsart | Bild |
| ----------------------------- | ----------- | -------------------------------- | ------------------ | -------------- | ---- |
| Am Markt / Poststraße (Karte) | Gasthaus    | Ehemalige Gastwirtschaft Bormann | 094 25374          | Baudenkmal     | BW   |
| Bauernstraße 7 (Karte)        | Bauernhaus  |                                  | 094 12296          | Baudenkmal     | BW   |

### Hohenböddenstedt
| Lage                  | Bezeichnung | Beschreibung | Erfassungs- nummer | Ausweisungsart | Bild |
| --------------------- | ----------- | ------------ | ------------------ | -------------- | ---- |
| Dorfstraße 14 (Karte) | Mühle       |              | 094 06040          | Baudenkmal     | BW   |

### Waddekath
| Lage                                         | Bezeichnung           | Beschreibung | Erfassungs- nummer | Ausweisungsart | Bild |
| -------------------------------------------- | --------------------- | ------------ | ------------------ | -------------- | ---- |
| Westlich von Waddekath in Richtung Lindhorst | Grenzsicherungsanlage |              | 094 15722          | Baudenkmal     |      |

## Legende
In den Spalten befinden sich folgende Informationen:
- Lage: Nennt den Straßennamen und wenn vorhanden die Hausnummer des Kulturdenkmals. Die Grundsortierung der Liste erfolgt nach dieser Adresse. Der Link „Karte“ führt zu verschiedenen Kartendarstellungen und nennt die geographischen Koordinaten.
Link zu einem Kartenansichtstool, um Koordinaten zu setzen. In der Kartenansicht sind Baudenkmale ohne Koordinaten mit einem roten bzw. orangen Marker dargestellt und können in der Karte gesetzt werden. Baudenkmale ohne Bild sind mit einem blauen bzw. roten Marker gekennzeichnet, Baudenkmale mit Bild mit einem grünen bzw. orangen Marker.
- Offizielle Bezeichnung: Nennt den Namen, die Bezeichnung oder zumindest die Art des Kulturdenkmals und verlinkt, soweit vorhanden, auf den Artikel zum Objekt.
- Beschreibung: Nennt bauliche und geschichtliche Einzelheiten des Kulturdenkmals, vorzugsweise die Denkmaleigenschaften.
- Erfassungsnummer: Für jedes Kulturdenkmal wird in Sachsen-Anhalt eine 20stellige Erfassungsnummer vergeben. Die letzten zwölf Ziffern werden für die Untergliederung nach Teilobjekten genutzt und werden nur angegeben, soweit vergeben. In dieser Spalte kann sich folgendes Icon  befinden, dies führt zu Angaben zu diesem Baudenkmal bei Wikidata.
- Ausweisungsart: Die Einordnung des Denkmales nach § 2 Abs. 2 DenkmSchG LSA
- Bild: Ein Bild des Denkmales, und gegebenenfalls einen Link zu weiteren Fotos des Kulturdenkmals im Medienarchiv Wikimedia Commons. Wenn man auf das Kamerasymbol klickt, können Fotos zu Kulturdenkmalen aus dieser Liste hochgeladen werden: